# Hein Schermers
Henricus Gerhard (Hein) Schermers (Vaassen, 27 september 1928 - Leiden, 31 augustus 2006), internationaal ook bekend als Henry G. Schermers, was een Nederlands jurist gespecialiseerd in het internationaal publiekrecht — in het bijzonder het recht der internationale organisaties — het Europees recht en de rechten van de mens. Schermers was van 1978 tot 2002 hoogleraar aan de Universiteit Leiden en daarvoor van 1963 tot 1978 aan de Universiteit van Amsterdam.
Schermers studeerde rechten aan de Universiteit Leiden, waar hij aansluitend in 1957 promoveerde op De gespecialiseerde organisaties. Hun bouw en inrichting. Na enige jaren als jurist bij het Ministerie van Buitenlandse Zaken te hebben gewerkt werd hij in 1963 benoemd tot hoogleraar aan de Universiteit van Amsterdam. In 1978 stapte hij over naar de Universiteit Leiden, waar hij ook directeur van het Europa Instituut en hoofdredacteur van het tijdschrift Common Market Law Review was. Toen hij in 1993 met emeritaat ging als hoogleraar in het recht der internationale organisaties werd hij benoemd tot hoogleraar Europese mensenrechten op de Van Asbeck-leerstoel, wat hij tot 2002 zou blijven. Hij was daarnaast van 1981 tot 1986 lid van de Europese Commissie voor de Rechten van de Mens.
Schermers geniet bekendheid als auteur van het handboek International Institutional Law: Unity within Diversity, dat geldt als een standaardwerk over het recht der internationale organisaties. Net als reeds in zijn proefschrift  uit 1957 en in veel van zijn werk over het Europese recht is het boek een vergelijkende analyse van internationale organisaties, waarin geen afzonderlijke organisaties worden beschreven maar het rechtsgebied wordt geanalyseerd aan de hand van gemeenschappelijke kenmerken van verschillende organisaties. De positie van het individu in het rechtssysteem is een ander terugkerend thema in zijn werk, met name op het gebied van de rechtsbescherming in het Europees recht; zijn handboek Judicial Remedies in the European Communities is daar een voorbeeld van. Schermers was als hoogleraar ook nauw betrokken bij de Leidse studentengemeenschap, in het bijzonder door de oprichting van de studievereniging Mordenate College.

## Jeugd en studie
Schermers werd geboren in het Gelderse Vaassen, in de gemeente Epe; hij was de tweede van vier zonen uit een huisartsengezin. Zijn overgrootvader N.K.F. Land was hoogleraar burgerlijk recht en Romeins recht aan de Rijksuniversiteit Groningen van 1887 tot 1903. Hij was elf jaar oud toen de Tweede Wereldoorlog uitbrak; naar hij later aangaf was zijn interesse in het internationale recht mede beïnvloed door de rol die de oorlog speelde in zijn jeugd: "Als je iets van de gruwelen van de oorlog hebt gezien, ben je sterker voor handhaving van vrede." Na de oorlog was hij onder andere betrokken bij de oprichting van de Vaassense padvinderij. Hij bracht zijn middelbareschooltijd door aan het Stedelijk Gymnasium Apeldoorn van 1941 tot 1947.
Na zijn eindexamens twijfelde Schermers tussen de studies rechtsgeleerdheid, theologie, en wis- en natuurkunde. Vanuit de wens mee te werken aan het opbouwen van een rechtvaardiger wereld koos hij uiteindelijk voor rechten, aan de Universiteit Leiden, waar hij in juli 1948 slaagde voor zijn kandidaatsexamen. Hij was daar een studiegenoot van onder andere de een jaar oudere Jos Kapteyn, later zelf ook hoogleraar internationaal recht te Leiden. Hij vervulde zijn militaire dienstplicht als luitenant-instructeur bij de 1e Kaderschool Infanterie van 1949-1950. Tijdens zijn studie was hij actief in het naoorlogse Leidse studentenleven, onder andere door de oprichting van de Leidse afdeling van de Nederlandse Studentenvereniging voor Wereldrechtsorde (N.S.W.), later omgedoopt Studentenvereniging voor Internationale Betrekkingen (SIB-Leiden). Als praeses (voorzitter) van de N.S.W. was hij onder andere verantwoordelijk voor de organisatie van een studentenconferentie over de mogelijkheid van een "Atlantische Unie", waarbij onder anderen Roelof Kranenburg, Jan Tinbergen en J.P.A. François betrokken waren. Ook was hij lid van het Leidsch Studenten Corps en was hij in 1952-1953 praeses van het Volkenrechtelijk Dispuut "Prof. Mr. B.M. Telders". Bij laatstgenoemd dispuut was hij in 1951 het "jongste lid" en moest hij een onverwachte redevoering houden op de dies natalis van het dispuut; naar eigen zeggen had hij na afloop geen herinnering meer aan wat hij had verteld. Hij slaagde in september 1953 voor zijn doctoraalexamen, met als hoofdvak internationaal recht.

## Promotie en Buitenlandse Zaken (1953–1963)

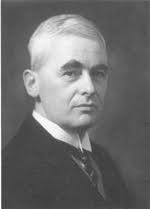
Prof. mr. F.M. baron van Asbeck, bij wie Schermers in 1957 promoveerde.

Na het afronden van zijn studie rechten, met als afstudeerrichting internationaal recht, in 1953 kwam Schermers te werken bij het ministerie van Buitenlandse Zaken, waar hij op 1 november van dat jaar in dienst trad. Hij werd geplaatst bij de directie internationale organisaties — een in het kader van het naoorlogse enthousiasme voor internationale organisaties snel groeiende afdeling — waar hij zich bezighield met een voorgestelde "kalenderhervorming" (waar Nederland bij monde van minister Joseph Luns fel op tegen was) en vervolgens ook fungeerde als "brievenbus" voor de gespecialiseerde organisaties. In die laatste functie zorgde hij voor de communicatie tussen internationale organisaties, bijvoorbeeld de FAO, en de "vakdepartementen", bijvoorbeeld het ministerie van Landbouw, die in die tijd nog verliep via het ministerie van Buitenlandse Zaken. Door het verzorgen van alle communicatie met gespecialiseerde organisaties verkreeg hij snel een grote kennis over dat vakgebied, in het bijzonder van de specifieke problemen waar veel organisaties mee kampten: of het bestuur van een organisatie moest bestaan uit experts of uit afgevaardigden van een regering, de deelname van niet-zelfbesturende gebieden, kwesties omtrent de verdeling van de begroting.
Schermers gebruikte de kennis die hij bij zijn werk bij Buitenlandse Zaken had opgedaan voor het schrijven van een proefschrift. Hij wilde in de eerste instantie promoveren op de secretaris-generaal van de Verenigde Naties, maar zag daarvan af omdat hij er niet genoeg van wist; in plaats daarvan koos hij voor het onderwerp waar hij zich in zijn dagelijkse werk bij Buitenlandse Zaken mee bezighield: de gespecialiseerde organisaties. Omdat het concept "buitenpromovendus" in die dagen nog niet bestond, moest hij zijn proefschrift buiten werktijd schrijven: hij deed dat vooral in de ochtenduren, waardoor hij 's ochtends vaak al enige uren had gewerkt voordat de meeste van zijn collega's op werk verschenen. Schermers' promotor was prof. mr. Frederik Mari van Asbeck, hoogleraar te Leiden van wie Schermers reeds tijdens zijn studie college had gehad en bij wie ook zijn oud-studiegenoot Kapteyn enige jaren later zou promoveren. Het werk van Van Asbeck was een inspiratie voor Schermers' proefschrift en zijn latere werk: enerzijds de structuur van de "internationale gemeenschap", anderzijds de positie van het individu in het internationale recht.

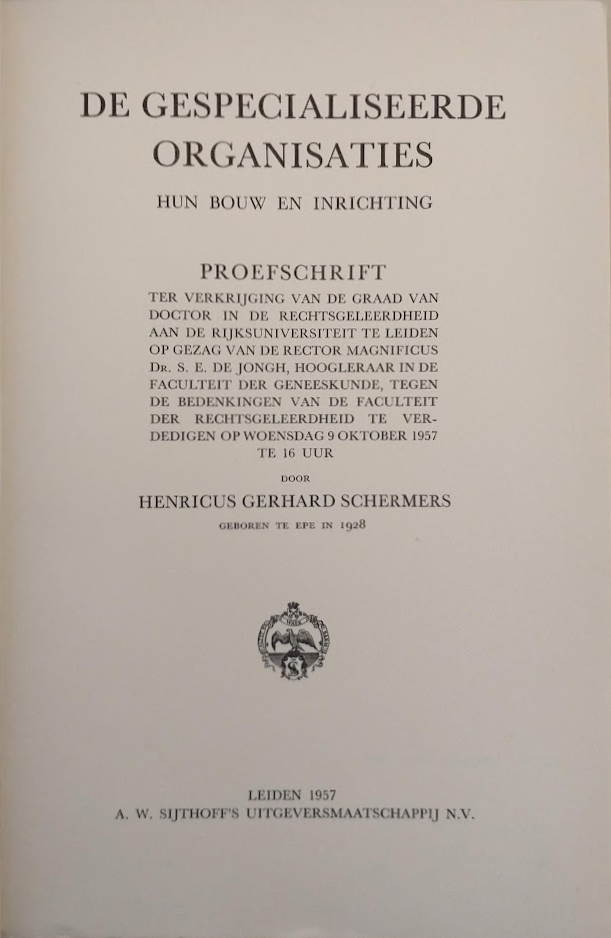
Titelpagina van Schermers' proefschrift (1957).

Het proefschrift waar Schermers op 9 oktober 1957 op zou promoveren was getiteld De gespecialiseerde organisaties: Hun bouw en inrichting, dat datzelfde jaar nog werd uitgegeven door A.W. Sijthoff te Leiden. Paranimfen bij de promotie waren Schermers' collega-ambtenaren Guido Bendien, later ambassadeur, en Godert Maas Geesteranus, later juridisch adviseur van het ministerie. Het bood een systematisch overzicht van verschillende aspecten van gespecialiseerde organisaties, zoals het lidmaatschap, de samenstelling en werking van de verschillende organen van de gespecialiseerde organisaties, en de wijze waarop zij hun werkzaamheden uitoefenden; in de systematische en vergelijkende opbouw ervan kan men Schermers' latere werk International Institutional Law reeds duidelijk herkennen. In een korte bespreking in het Nederlands Juristenblad stelde "F." (Herman Fischer) dat het boek "ons inzicht in een gewichtig en allicht nog gewichtiger wordend stuk internationaal recht" verrijkt, maarhij beklaagde zich over hoe weinig "taalverrijkend" de organisaties waren: hij vond "instelling" of "lichaam" een betere Nederlandse term dan "organisatie". Deze taalkundige opmerkingen deden volgens hem echter "aan de juridische waarde van het boek niet af." In het American Journal of International Law omschreef Vandenbosch het als "a good study of the Specialized Agencies, descriptive rather than critical." J.G. Sauveplanne in het Archiv des Völkerrechts vond Schermers' werk een "wertvolle Arbeit" die "dem Wissenschaftler und dem Praktiker eine groβe Menge systematisch geordneten Materials über die Spezialorganisationen [verschafft]". Hij betreurde echter wel "die Unzulänglichkeit der theoretischen Ausführungen" en het gebrek aan kritische beschouwingen over de indrukwekkende hoeveelheid verzameld en systematisch geordend materiaal.
Als ambtenaar van het ministerie van Buitenlandse Zaken was Schermers ook aanwezig bij de eerste en tweede conferentie inzake het zeerecht (die uiteindelijk zouden leiden tot het VN-Zeerechtverdrag van 1982); beide keren als secretaris van de Nederlandse delegatie, die de eerste keer onder leiding stond van J.H.W. Verzijl en de tweede onder leiding van Willem Riphagen. Hij was ook juridisch adviseur van de Nederlandse delegatie (wederom geleid door Riphagen) bij de VN-conferentie inzake het diplomatiek verkeer en immuniteiten (Wenen, 1961) die zou leiden tot het Verdrag van Wenen inzake diplomatiek verkeer.
In 1962 redigeerde Schermers, nog steeds werkzaam bij Buitenlandse Zaken maar nu bij de Juridische Dienst van het ministerie, de eerste uitgave in de reeks Schuurman & Jordens, toentertijd de voornaamste Nederlandse wettenuitgave, over het Europees Verdrag voor de Rechten van de Mens (EVRM). In diezelfde reeks had hij twee jaar eerder reeds een uitgave van het verdrag inzake de Benelux Economische Unie verzorgd. Van 1960 tot 1963 was hij daarnaast ook lid van het comité van experts inzake het EVRM.

## Hoogleraar in Amsterdam (1963–1978)
In februari 1963 werd Schermers, die toen zes jaar lang bij het ministerie had gewerkt, op aanbeveling van A.J.P. Tammes benoemd tot lector aan de rechtenfaculteit van de Universiteit van Amsterdam met als leeropdracht het recht der internationale organisaties, in het bijzonder dat der Europese gemeenschappen. Hij omschreef de benoeming later als "een volslagen kredietbenoeming", die door Tammes was voorgesteld nadat hij Schermers' proefschrift over de gespecialiseerde organisaties van de VN had gelezen. Tammes' werk over internationale organisaties was van grote invloed geweest op Schermers; zijn handboek Hoofdstukken van internationale organisatie (1951) was het eerste werk in het Nederlandse taalgebied dat aandacht besteedde aan de internationale organisaties als afzonderlijk gebied. In de eerste instantie aarzelde Schermers over de overstap: de UvA stond bekend als een links bolwerk, in tegenstelling tot het veel conservatievere Buitenlandse Zaken. Hij hield zijn openbare les, getiteld De studie van het internationale institutionele recht, op 19 februari van dat jaar. In zijn openbare les bepleitte hij een "herverkaveling" van de studie van het internationaal recht aan de universiteit, waarbij het recht der internationale organisaties een zelfstandig studievak werd naast het algemene volkenrecht.
Twee jaar later, met ingang van 1 januari 1965, werd Schermers bevorderd tot gewoon hoogleraar aan de UvA, met als leeropdracht het recht der internationale organisaties. Het was de tweede leerstoel internationaal recht aan de UvA (ingesteld naast de reeds bestaande algemene volkenrechtelijke leerstoel) en de tweede leerstoel in Nederland met als leeropdracht het recht der internationale organisaties; de eerste was opgericht in Leiden in 1959 en werd bekleed door Ivo Samkalden, tevens directeur van het Europa Instituut aldaar. Zijn oratie, getiteld Problemen van bovennationaal bestuur, hield hij op 31 mei 1965; hij opende zijn rede met een verwijzing naar de Groninger oratie van zijn overgrootvader N.K.F. Land uit 1887. Op 10 december 1965 trad hij voor het eerst op als promotor, toen Guillaume Herman (1910-2005) bij hem promoveerde op De adviesprocedure van artikel 96 van het Handvest van de Verenigde Naties in het bĳzonder bezien als geschillenprocedure. Tot zijn studenten aan de UvA behoorde ook Ernst Hirsch Ballin, de latere minister van Justitie. Van 1965 tot 1968 was Schermers secretaris van het faculteitsbestuur van de Amsterdamse rechtenfaculteit. Op 15 februari 1968 werd Schermers benoemd tot lid van de Commissie van advies inzake volkenrechtelijke vraagstukken (CAVV), wat hij tot 1998 zou blijven. Hij was in het academisch jaar 1968-1969 gasthoogleraar (visiting professor) aan de Universiteit van Michigan in Ann Arbor, waar hij doceerde over het recht van de Europese Gemeenschappen. Na het overlijden van zijn promotor Van Asbeck in 1968 schreef Schermers een in memoriam voor hem in Het Parool.
In 1974 richtte Schermers — toen directeur van het Europa instituut van de UvA — samen met enige anderen het tijdschrift Legal Issues of Economic Integration (LIEI) op, dat zich richtte op internationale economische samenwerking in de vorm van bijvoorbeeld het GATT en vooral het recht van de EEG. In het eerste nummer, dat werd gepubliceerd in juni 1974, publiceerde Schermers een artikel over prejudiciële vragen aan het Hof van Justitie. De eerste jaren richtte het tijdschrift zich vooral op meer praktische onderwerpen van het Europese economische recht en gaf het veel door studenten geschreven werk uit, maar in de loop der jaren werd het een serieuzer en meer wetenschappelijk georiënteerd tijdschrift. Als hoogleraar werkte hij nauw samen met zijn voormalige Leidse tegenhanger Samkalden, die inmiddels opnieuw tot minister van Justitie was benoemd; hij adviseerde samen met onder meer Kapteyn en Laurens Jan Brinkhorst, lector in het recht der internationale organisaties te Leiden (als tijdelijke opvolger van Samkalden), over mogelijke wijzigingen aan het Verdrag tot oprichting van de Europese Economische Gemeenschap in het kader van de voorgestelde samenvoeging van de drie Gemeenschappen (EEG, EGKS en Euratom). Brinkhorst had hij reeds eerder leren kennen toen laatstgenoemde in Leiden nog assistent van Samkalden was. Hij ook voorzitter van een commissie van de Jhr. Mr. A. F. de Savornin Lohmanstichting, het wetenschappelijk bureau van de Christelijk-Historische Unie, die in 1969 advies uitbracht over de Proeve van een Nieuwe Grondwet; de commissie adviseerde onder meer tot het verhogen van de kiesdrempel naar twee tot drie procent.
Schermers publiceerde ook verschillende werken over het Europese recht: in de reeks Europese Monografieën van de UvA — waarin veel publicaties verschenen die waren gebaseerd op postdoctorale cursussen over het Europees recht — verschenen onder zijn redactie onder andere Individuele Rechtsbescherming in de Europese Gemeenschappen (1964), De rechtsorde der Europese Gemeenschappen tussen het nationale en het internationale recht (1966) en Rechtsbescherming in de Europese Gemeenschappen (1975). De meeste aandacht in deze werken ging uit naar de positie van individuen in het Europese recht en de wijze waarop zij bescherming van de rechter konden krijgen; hieruit bleek ook Schermers' interesse in het grensvlak tussen het Europese recht en de mensenrechten, die later nog vaak zou terugkomen in zijn werk. Zijn voornaamste werken op dit gebied waren en het samen met Laurens Jan Brinkhorst geschreven Judicial Remedies in the European Communities (1969) en vooral Judicial Protection in the European Communities, waarvan de eerste druk in 1976 verscheen. Op 8 januari 1975, de 343e dies natalis van de UvA, trad hij op als erepromotor bij de verlening van een eredoctoraat aan de Schotse hoogleraar J.D.B. Mitchell (Universiteit van Edinburgh).
De leerstoel in het recht der internationale organisaties zou na Schermers' vertrek worden overgenomen door Richard Lauwaars, die de leerstoel tot 1994 zou bekleden (in 1992 werd de leeropdracht beperkt tot enkel het Europese recht). Na Lauwaars zouden Friedl Weiss en Pieter Jan Kuijper — in 1978 zelf bij Schermers aan de UvA gepromoveerd op The implementation of international sanctions: The Netherlands and Rhodesia — nog hoogleraar op diezelfde leerstoel worden. In 1979 — toen Schermers reeds anderhalf jaar hoogleraar in Leiden was — trad hij nog op als promotor van Henriëtte Roscam Abbing, later hoogleraar gezondheidsrecht aan de Universiteit Maastricht en de Universiteit Utrecht.

## Hoogleraar in Leiden (1978–2002)

### Hoogleraar in het recht der internationale organisaties (1978–1993)

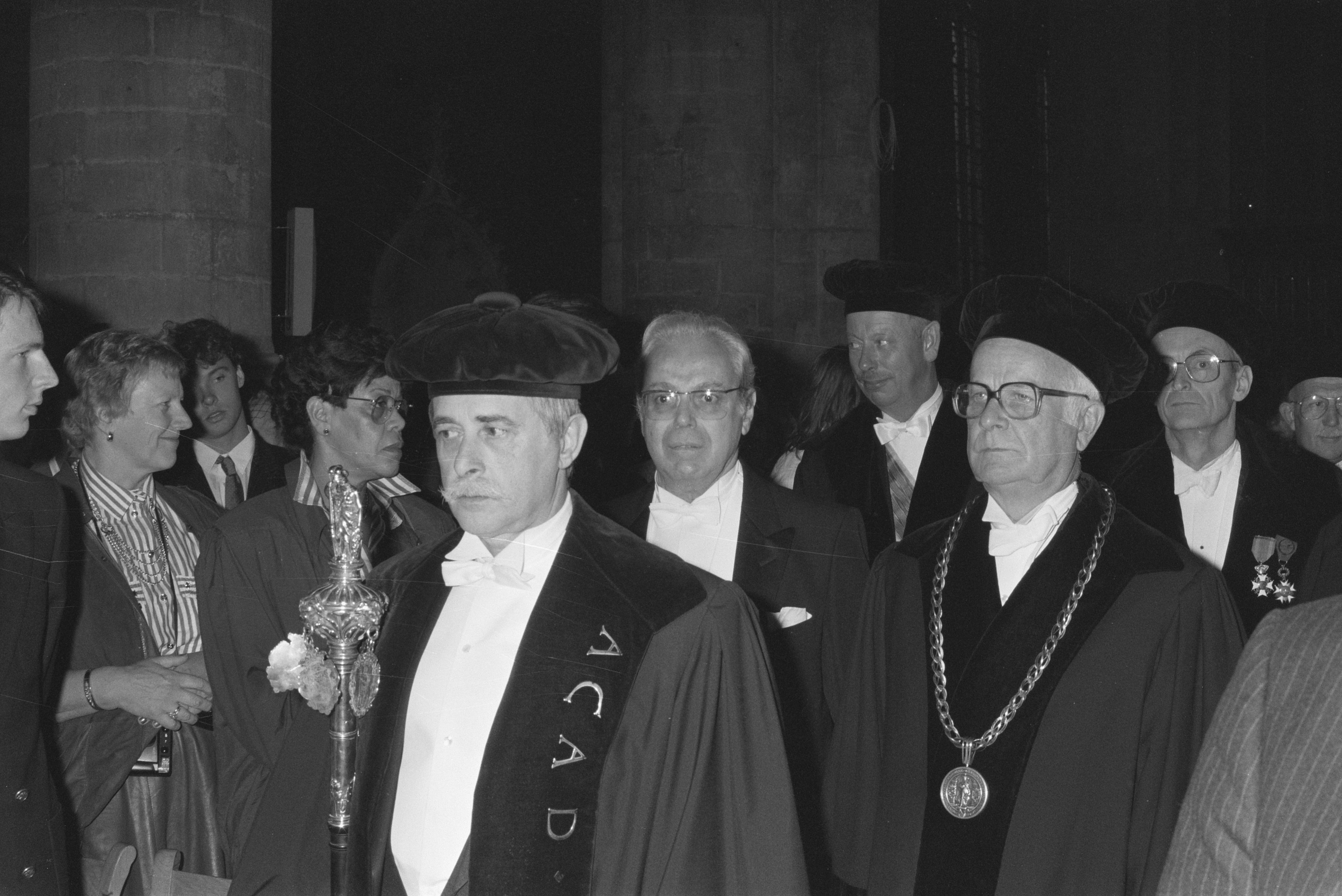
Het cortège bij de erepromotie van Javier Pérez de Cuéllar in 1988; v.l.n.r. pedel Willem van Beelen, Pérez de Cuéllar, erepromotor Peter Kooijmans, rector magnificus Jan Beenakker, Schermers.

Op 10 januari 1978 werd Schermers benoemd tot hoogleraar aan de Leidse rechtenfaculteit, zijn alma mater, met ingang van 1 juli van dat jaar en met de leeropdracht het recht der internationale organisaties; het was de oudste leerstoel in dat vakgebied in Nederland. De vacature was ontstaan door het vertrek van Jos Kapteyn naar de Raad van State en het emeritaat van Herman Hendrik Maas, die als lid van het college van bestuur van de Universiteit Leiden de jaren daarvoor al weinig onderwijs had gegeven. Kort tevoren had er ook een wisseling plaatsgevonden op de algemene leerstoel volkenrecht, waar oud-staatssecretaris Peter Kooijmans was benoemd na het overlijden van Haro van Panhuys. Schermers hield zijn oratie, getiteld Integratie van internationale organisaties, op 30 juni 1978; een dag eerder had hij zijn afscheidsrede aan de UvA, getiteld De binding van de Europese Gemeenschap aan mensenrechten, een dag eerder gehouden.
Op de 410e dies natalis van de Universiteit Leiden, 8 februari 1985, trad Schermers op als erepromotor bij de verlening van een eredoctoraat aan Pierre Pescatore, rechter in het Europees Hof van Justitie. Bij de opening van het academisch jaar op 8 september 1988 was hij betrokken bij de erepromotie van Javier Pérez de Cuéllar, secretaris-generaal van de Verenigde Naties. Erepromotor was Peter Kooijmans; Schermers, als decaan van de rechtenfaculteit, hing Pérez de Cuéllar de traditionele kappa om.

#### De studie van het internationaal institutioneel recht

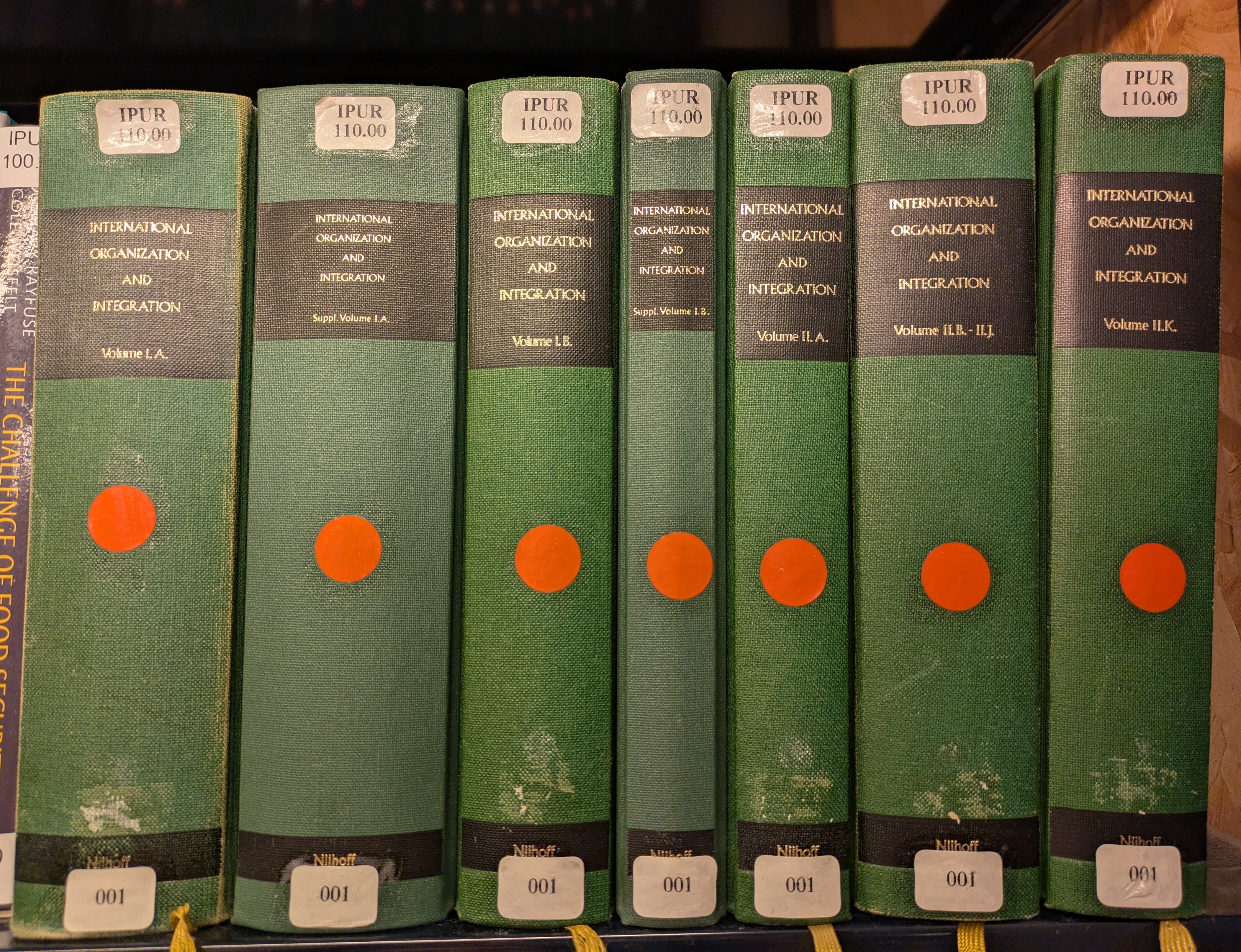
De tweede druk van International Organization and Integration, geredigeerd door Kapteyn, Lauwaars, Schermers en Kooijmans, in de bibliotheek van de Leidse rechtenfaculteit.

Tussen 1981 en 1984 redigeerde hij samen met Jos Kapteyn, Richard Lauwaars en Peter Kooijmans de tweede, volledig herziene, druk van het uit vijf banden en een supplement bestaande International Organization and Integration: Annotated Basic Documents and Descriptive Directory of International Organizations and Arrangements, uitgegeven door Martinus Nijhoff te Den Haag. Een eerste druk was in 1968 onder redactie van Haro van Panhuys, Laurens Jan Brinkhorst en Herman Hendrik Maas uitgegeven bij Kluwer en Sijthoff, maar door de sterke groei in aantal en omvang van internationale organisaties sinds die tijd was een tweede en uitgebreidere druk nodig geworden. De nieuwe druk behandelde ook veel organisaties die niet gelieerd waren aan de Verenigde Naties, met name de opkomende Europese Gemeenschappen.

#### Het handboekInternational Institutional Law
Reeds in zijn tijd als hoogleraar te Amsterdam was Schermers begonnen met het verzamelen van materiaal voor een handboek over het recht der internationale organisaties. In zijn proefschrift uit 1957 had hij nadrukkelijk een vergelijkende en systematiserende benadering gekozen voor internationale organisaties: in plaats van te kijken naar afzonderlijke organisaties vergeleek hij ze telkens op basis van verschillende organen en verschillende vraagstukken die daarbij speelden. In zijn jaar als gasthoogleraar in Michigan in 1968-1969 werkte Schermers dit materiaal idee verder uit tot een boek, dat nu veel meer organisaties omvatte; de eerste druk verscheen in 1972 in twee delen onder de titel International Institutional Law: Unity within Diversity (een derde deel, met studie- en onderwijsmateriaal, verscheen in 1974). Het boek zette de toon voor een reeks aan andere hand- en studieboeken op het gebied van het recht der internationale organisaties, ook in andere talen. Het was niet het eerste boek in het vakgebied — er waren bijvoorbeeld ook The Law of International Institutions van Derek Bowett (1964) en Das Recht der internationalen Organisationen van Ignaz Seidl-Hohenveldern (1967), en in het Nederlandse taalgebied reeds Hoofdstukken van internationale organisatie van Tammes (1951) — maar het onderscheidde zich van de reeds bestaande werken door de consequent vergelijkende opzet ervan.

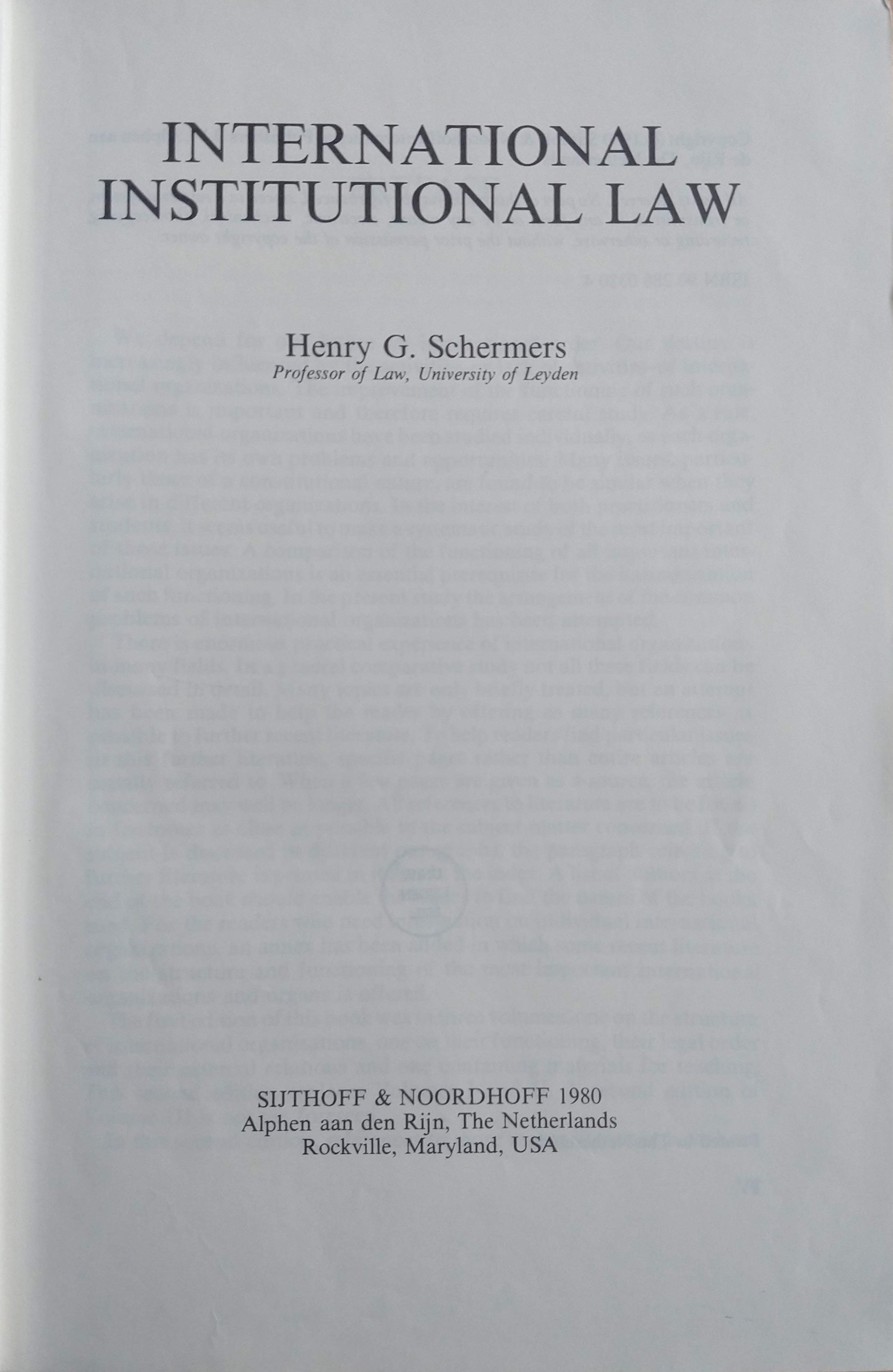
Titelpagina van de tweede druk (1980) van Schermers' International Institutional Law.

In een bespreking in het Nederlands Juristenblad van het eerste deel merkte Evert Alkema op dat deze opzet eigenlijk maar één voorganger kende, namelijk Schermers' eigen proefschrift; hij zag het boek als "ongetwijfeld een aanwinst voor de literatuur over internationale organisaties" die "ruime verspreiding onder al degenen die beroepshalve of door studie met internationale organisaties te maken hebben", al zag hij in de prijs (f 135) wel een obstakel voor aanschaf door studenten. In International and Comparative Law Quarterly signaleerde Colin Warbrick eenzelfde onderscheid van Schermers' boek ten opzichte van eerde literatuur: waar die óf zeer algemeen en descriptief óf juist erg gespecialiseerd was geweest, bood Schermers' boek juist een algemeen maar toch zeer analytisch overzicht. In zijn bespreking van het tweede deel een jaar later merkte hij op dat het concept "internationaal institutioneel recht" waar het boek zijn titel aan ontleende, nogal ongrijpbaar bleef; ook was "the account of the practice from time to time disfigured by quasi-political judgments, tentatively made".
Hoewel Schermers' International Institutional Law, met zijn zeer gedetailleerde en analytische beschrijving van de verschillende regels van internationale organisaties, wel schertsend werd vergeleken met een "telefoonboek", is het het volgens Jan Klabbers ongeëvenaard in zijn invloed en gebruik in de internationaalrechtelijke praktijk, hooguit op Lassa Oppenheims International Law na. Het wordt gezien als het leidende handboek in het vakgebied, en samen met Bowetts The Law of International Institutions domineerde het boek lange tijd het vakgebied van het internationale institutionele recht; waar Bowett koos voor een deels opeenvolgende beschrijving van verschillende organisaties was Schermers consequent in de keuze voor een systematische beschrijving van verschillende aspecten, die stapsgewijs zoekt naar overeenkomsten tussen verschillende organisaties — vandaar de ondertitel Unity in Diversity. Niels Blokker heeft opgemerkt dat dit aspect het gevolg is van een "empirische" "bottom-up" benadering, waarbij primair wordt uitgegaan van een grote hoeveelheid materiaal, ook afkomstig uit de praktijk, die moet worden georganiseerd.
Schermers werkte zijn magnum opus in de loop der jaren ook om tot een handzamer studieboek voor Nederlandse studenten, getiteld Inleiding tot het internationale institutionele recht (eerste druk 1983, uitgegeven door Kluwer), waarin dezelfde systematische en vergelijkende benadering herkenbaar is. In 1980 verscheen de tweede druk van International Institutional Law, ditmaal in één band in plaats van drie. Vanaf derde druk, uit 1995, schreef het boek Schermers samen met de enige jaren eerder bij hem gepromoveerde Niels Blokker; een vierde druk verscheen in 2003. Na Schermers' overlijden bewerkte Blokker het boek verder; sindsdien zijn een vijfde (2011) en zesde druk (2018) verschenen.

#### Recht van de Europese Gemeenschappen
Naast zijn positie als hoogleraar recht der internationale organisaties was Schermers vanaf 1978 ook directeur van het Europa Instituut van de Leidse rechtenfaculteit, dat in 1957 was opgericht als eerste Nederlandse academische instelling die zich uitsluitend bezighield met problemen van Europese integratie. De eerste directeur was de oud-minister van Justitie Ivo Samkalden, tevens de eerste hoogleraar in het recht der internationale organisaties aan de Leidse universiteit. De leerstoel recht der internationale organisaties was sindsdien standaard gecombineerd met het directeurschap van het Europa Instituut: Laurens Jan Brinkhorst, H.H. Maas, Schelto Patijn en Jos Kapteyn waren allen hoogleraar of lector en tevens directeur geweest. Sinds 1963 was het Instituut ook mede-uitgever van het Europeesrechtelijke tijdschrift Common Market Law Review, dat een gedeelde uitgave was met het British Institute for International and Comparative Law. Bij zijn aantreden als directeur van het Europa Instituut werd Schermers tevens benoemd tot hoofdredacteur (executive editor) van het tijdschrift, als opvolger van Kapteyn. Hij was deel van een team van vooraanstaande juristen in de redactie van die tijd, bestaande uit hemzelf, Claus-Dieter Ehlermann (directeur-generaal van de juridische dienst van de Europese Commissie), Kenneth R. Simmonds en Jan A. Winter. In 1982 werd Piet Jan Slot benoemd tot hoogleraar economisch bestuursrecht (later Europees en economisch recht) aan de Leidse rechtenfaculteit en co-directeur van het Europa Instituut; hij en Schermers bestuurden in die jaren naast elkaar het instituut.
Schermers was in de jaren 1980 een aanhanger van het wijd gedeelde gevoelen dat de EU een "constitutionele orde" kende, maar aarzelde dat label expliciet te maken: hij voelde weinig voor de aanduiding van het Hof van Justitie als een "constitutioneel hof". Hij gaf de voorkeur aan de "nieuwe rechtsorde" bekend uit het Van Gend en Loos-arrest en stelde Gemeenschapsrecht daarmee tegenover zowel internationaal recht als nationaal staatsrecht. Tegelijk had hij zijn bedenkingen bij het onbeperkt geven van voorrang aan het Gemeenschapsrecht: dat zou een gevaar voor de grondrechten kunnen vormen. Hij was daarom een voorzichtig voorstander van externe controle op het Gemeenschapsrecht en op het Hof van Justitie, in het bijzonder door toetreding van de Gemeenschappen tot het EVRM, een voorstel dat hij later nog vaak zou herhalen. Hij zou hier later ook op terugkomen in het kader van zijn werkzaamheden als lid van de Europese Commissie voor de Rechten van de Mens, waar hij ook te maken kreeg met de wisselwerking tussen Europees recht en mensenrechten.
In 1976, toen hij nog aan de UvA werkte, publiceerde Schermers de eerste druk van Judicial Protection in the European Communities, opgedragen aan Arnold Tammes die het jaar daarop met emeritaat zou gaan en wiens werk van grote invloed op Schermers was geweest. Het boek was tot op zekere hoogte een vervolg op het enige jaren eerder met Laurens Jan Brinkhorst geschreven Judicial Remedies in the European Communities, waarvan de tweede druk in 1977 verscheen; waar het eerste boek echter een "case book" was (blijkens de ondertitel), was Protection een alomvattend handboek over de rechtsorde van de Gemeenschappen, de verhoudingen tussen het Gemeenschapsrecht en het nationale recht, de procedures van het Hof van Justitie en prejudiciële vragen. In de nadruk die het boek legt op de rechtsbescherming van het individu valt de tweede grote lijn in Schermers' werk, de positie van het individu binnen de internationale rechtsorde, goed te herkennen. Een tweede druk van het boek, ditmaal opgedragen aan André Donner die dat jaar met pensioen ging als rechter bij het Hof van Justitie, verscheen in 1979; de derde druk van 1983 was opgedragen aan Eric Stein, hoogleraar in Michigan, van wie Schermers veel had geleerd; de vierde druk (1987) aan Pierre Pescatore, gepensioneerd rechter bij het Hof van Justitie aan wie Schermers in 1985 reeds een eredoctoraat had verleend. Vanaf de vierde druk schreef Schermers het boek samen met de Brusselse advocaat Denis F. Waelbroeck. Na Schermers' overlijden zou Waelbroeck nog een zevende druk uitbrengen onder de titel Judicial Protection in the European Union. Het boek geeft blijk van Schermers' interesse in de positie en rechtsbescherming van het individu in zijn verhouding tot internationale organisaties, een thema dat vaak terugkwam in zijn werk.
Op 1 oktober 1993 ging Schermers met emeritaat als hoogleraar in het recht der internationale organisaties en als directeur van het Europa Instituut aan de Universiteit Leiden. In zijn afscheidsrede, kortweg getiteld Een terugblik, keek hij terug op de ontwikkelingen die zijn vakgebied had doorgemaakt in de vijftien jaar dat hij de leerstoel had bekleed, zowel op het gebied van de wetenschap, de ambtenarij, als de academie. Bij zijn afscheid werd hem een liber amicorum in drie delen aangeboden, voor de drie rechtsgebieden die Schermers' bijzondere belangstelling hadden: het internationaal institutioneel recht (deel I, Towards More Effective Supervision by International Organizations), het recht van de Europese Gemeenschappen (deel II, Institutional Dynamics of European Integration) en de Europese mensenrechten (deel III, The Dynamics of the Protection of Human Rights in Europe). Het driedelige liber werd gepresenteerd op een conferentie georganiseerd door Mordenate College en de afdeling internationaal recht gezamenlijk op 7 oktober 1994, waarbij verscheidene sprekers uit de drie vakgebieden lezingen gaven, onder wie Stephen M. Schwebel (IGH), Rolv Ryssdal, Siep Martens (beiden EHRM) en Christiaan Timmermans (HvJ EU). Als hoogleraar in het recht der internationale organisaties werd Schermers opgevolgd door Ton Heukels, jurist bij het ministerie van Buitenlandse Zaken en enige jaren eerder bij Schermers gepromoveerd in het Europees recht. Het directeurschap van het Europa Instituut werd na Schermers' emeritaat geheel uitgeoefend door Slot; de functie van executive editor van de Common Market Law Review werd opgeheven en vervangen door een collectieve redactie.

### Schermers in Straatsburg
Het systeem van toezicht op de naleving van het Europees Verdrag voor de Rechten van de Mens (EVRM) was tot 1999 anders georganiseerd dan sindsdien: tot de inwerkingtreding van het Elfde Protocol bij het EVRM was het toezicht in de eerste instantie toevertrouwd aan de Europese Commissie voor de Rechten van de Mens (ECRM); pas als de Commissie van mening was dat een zaak ontvankelijk was en voldoende kans van slagen had kon zij die aanbrengen bij het Europees Hof voor de Rechten van de Mens (EHRM), waarbij de Commissie dan namens de klager voor het EHRM pleitte. Schermers had reeds jong ruime ervaring opgedaan met het EVRM: zijn promotor Van Asbeck was de eerste Nederlandse rechter in "Straatsburg", en Schermers zelf verzorgde in 1962 de uitgave van het eerste Nederlandse commentaar op het EVRM in de reeks Schuurman & Jordens; hij was bovendien enige jaren lid geweest van het "Comité van experts" voor het EVRM bij Buitenlandse Zaken. In 1981 werd Schermers dan ook benoemd tot lid van de Europese Commissie voor de Rechten van de Mens, als opvolger van oud-minister Carel Polak.
In de zaken die hij namens de Commissie voor het Hof bepleitte kreeg Schermers een redelijk uitgesproken profiel. Hij bepleitte in verschillende zaken dat "niet-traditionele familiebanden" ook bescherming van artikel 8 EVRM genieten en vallen onder de definitie van "family life" (bijv. X, Y & Z/Verenigd Koninkrijk uit 1995) en dat het recht om te trouwen van artikel 12 EVRM ook geldt voor stellen van gelijk geslacht (W/Verenigd Koninkrijk uit 1989), wat toen een zeer controversiële opvatting was. Ook sprak hij zich nadrukkelijk uit voor de rechten van transgender personen: zo pleitte hij in Rees/Verenigd Koninkrijk uit 1986 met de rest van de Commissie voor het recht op erkenning van een transgender man, en in W/Verenigd Koninkrijk voor de erkenning van een transgender vrouw niettegenstaande een negatieve uitspraak van het EHRM in Rees. In de zaak Otto-Preminger-Institut/Oostenrijk (1993) stemde hij als enige Commissielid tegen het constateren van een schending van het recht op vrije meningsuiting (artikel 10 EVRM), iets waar het Hof hem overigens gelijk in gaf. In 1992 schreef hij een dissent in de zaak Lamguindaz/Verenigd Koninkrijk waarin hij de zeer formalistische benadring van de Commissie en het Hof (die een uitzetting als een "louter administratieve handeling" en niet als een "bijkomende straf" beschouwden) bekritiseerde. De laatste zaak waar Schermers bij betrokken was, Matthews/Verenigd Koninkrijk, betrof het kiesrecht voor de Europese Parlementsverkiezingen van Britse burgers in Gibraltar. De Commissie oordeelde dat er geen schending van artikel 3 van het Eerste Protocol bij het EVRM was geweest, omdat het Europees Parlement geen "wetgever" in de zin van artikel 3 was; in zijn dissent bepleitte Schermers dat de Commissie meer rekening had moeten houden met de samenloop van internationaal en Europees recht en met de aansprakelijkheid en verantwoordelijkheid (ook in het kader van mensenrechten) van organisaties zoals de Europese Unie — een thema dat regelmatig terugkwam in zijn academische werk. Het EHRM zou hem daar overigens uiteindelijk gelijk in geven; Schermers schreef vervolgens nog een annotatie van de zaak voor de Common Market Law Review.
Toen Schermers in 1996 afscheid nam van de ECRM was hij ruim vijftien jaar lid geweest, langer dan enige andere Nederlander en ruim een derde van de totale bestaanstijd van de Commissie; Tijdens zijn lidmaatschap was hij betrokken bij (naar schatting) ruim 4000 ontvankelijkheidsbeslissingen en 400 rapporten van de Commissie, waarvan meer dan zestig in zaken tegen Nederland. Ook pleitte hij namens de Commissie 12 keer voor het EHRM, waarvan twaalf maal in zaken tegen Nederland. Hij schreef tevens 29 dissenting opinions en acht concurring opinions en was daarnaast co-auteur van nog eens 26 joint dissents en vier joint concurrences. Hij werd als lid van de ECRM opgevolgd door Evert Alkema, die de laatste drie jaar van het bestaan van de Commissie Nederland zou vertegenwoordigen.

### Schermers en de studentengemeenschap

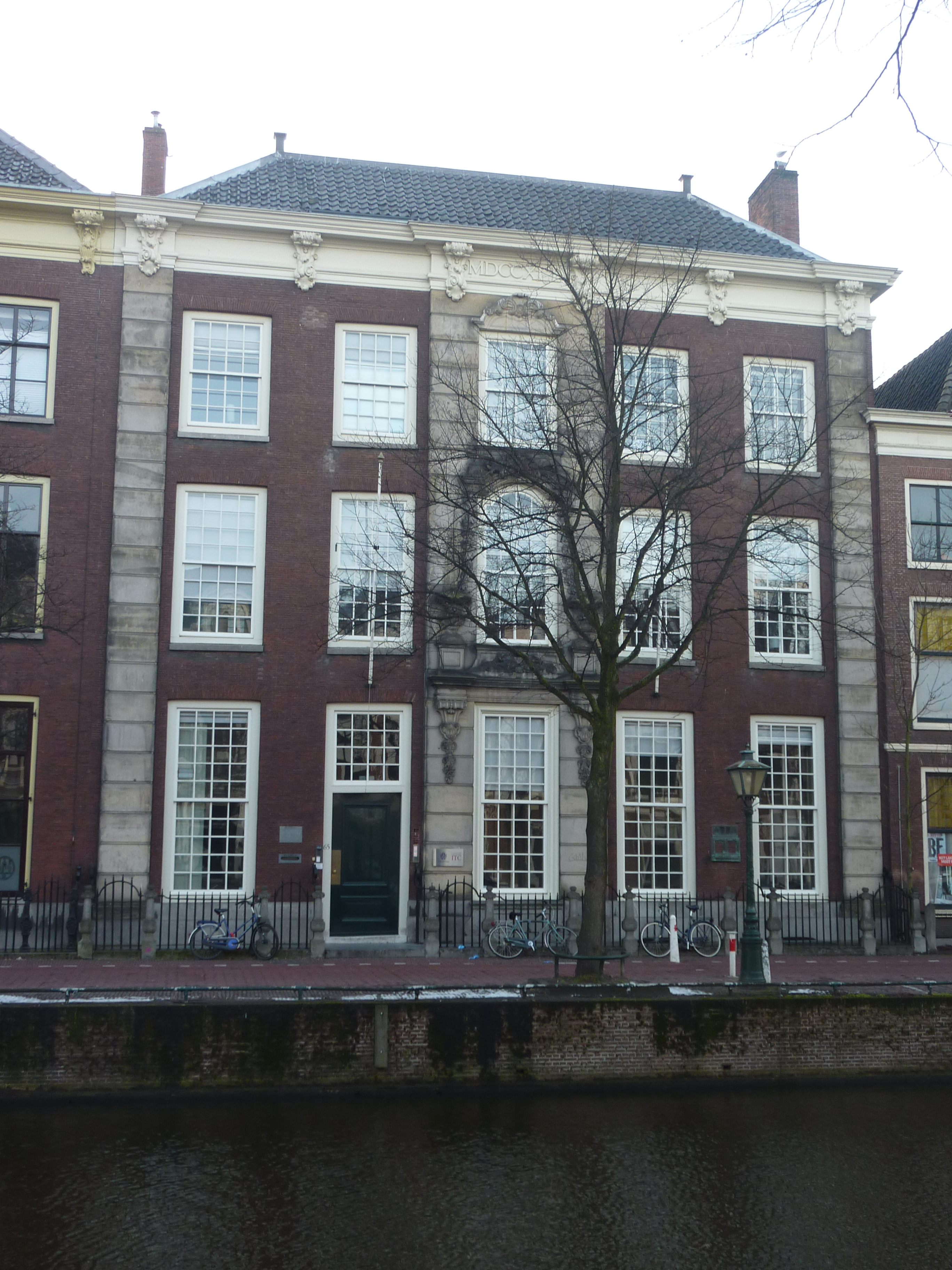
Het International Tax Centre (ITC) op Rapenburg 65, waar het door Schermers opgerichte Mordenate College tegenwoordig is gehuisvest.

Tijdens zijn hoogleraarschap in Leiden kreeg Schermers mede bekendheid door zijn activiteiten ten behoeve van de studenten, buiten het reguliere onderwijs om. Het meest in het oog springend daarvan was het "klasje van Schermers": naar eigen zeggen ter compensatie van het feit dat ondermaats presterende studenten reeds veel aandacht kregen en bovengemiddeld presterende studenten juist te weinig, nodigde Schermers jaarlijks de tien studenten die hun propedeuse met de hoogste gemiddelde cijfers hadden gehaald bij zich thuis uit voor een diner. Hij begon daarmee in het jaar dat hij decaan van de rechtenfaculteit was (1985-1986); onder het "klasje" van die jaren bevond zich onder anderen de latere voorzitter van het college van bestuur van de Universiteit Leiden, Annetje Ottow. In 1988 besloot Schermers het "klasje" een institutionele vorm te geven: op 4 november van dat jaar richtte hij de studievereniging Mordenate College op: de naam was een verbastering van het Engelse more than eight, omdat de studenten voor toelating in ieder geval een gemiddelde hoger dan een acht (het minimum voor cum laude) gehaald dienden te hebben. Schermers zette zich met de oprichting van Mordenate af tegen wat hij zag als de "nivellering" en de weerzin tegen "elitevorming" in het Nederlandse onderwijs, en probeerde een alternatief te vinden voor de toegenomen "massaliteit" van het universitaire onderwijs, waardoor "goede" studenten een kans kregen zich te onderscheiden — een idee dat hem op veel kritiek kwam te staan omdat het als "elitair" werd gezien.
Het "College" legde zich in de eerste jaren vooral toe op het ontwikkelen van persoonlijke contacten tussen docenten (hoogleraren) en studenten en op het geven van extra colleges (vaak bij Schermers thuis) aan studenten over specifieke onderwerpen; inmiddels organiseert de vereniging ook veel andere activiteiten, zoals reizen, lezingen en congressen. Het oorspronkelijke idee was een soort college naar Oxford/Cambridge-stijl, met "een eigen gebouw met faciliteiten als een bibliotheek en computers voor de geselecteerde studenten" waartoe elk jaar de vijf beste studenten werden toegelaten; dat is er echter nooit gekomen. Het lidmaatschap van Mordenate, in de eerste instantie beperkt tot de tien eerstejaars studenten met de hoogste cijfers, staat tegenwoordig open voor alle Leidse rechtenstudenten die bij het cum laude behalen van de propedeuse in beginsel niet ouder zijn dan 21 jaar. Het idee achter Mordenate, namelijk extra onderwijs en extra uitdaging voor "bijzondere" rechtenstudenten, vond ook snel navolging aan andere Nederlandse rechtenfaculteiten, in verschillende vormen van "honours"-onderwijs. Leden van Mordenate College zijn onder anderen staatssecretaris Teun Struycken, het VVD-Kamerlid Sven Koopmans, raadsheren in de Hoge Raad Martin Kuijer en Karlijn Teuben, en de hoogleraren Barend Barentsen, Pieter Bekker, Peter Blok, Armin Cuyvers, Elsemieke Daalder, Anne Meuwese, Stefan Sagel, Jacques Sluysmans en Marten Zwanenburg, en violist Pieter van Loenen.
Schermers was ook een voorstander van de internationalisering van het onderwijs; zo verdedigde hij tijdens een debat in 1991 tegenover D66-Kamerlid Aad Nuis de verengelsing van het universitaire onderwijs. Hij was na zijn emeritaat nog betrokken bij de fusie van verschillende juridische studieverenigingen tot de faculteitsvereniging JFV Grotius.

### Hoogleraar Europese mensenrechten (1993–2002)

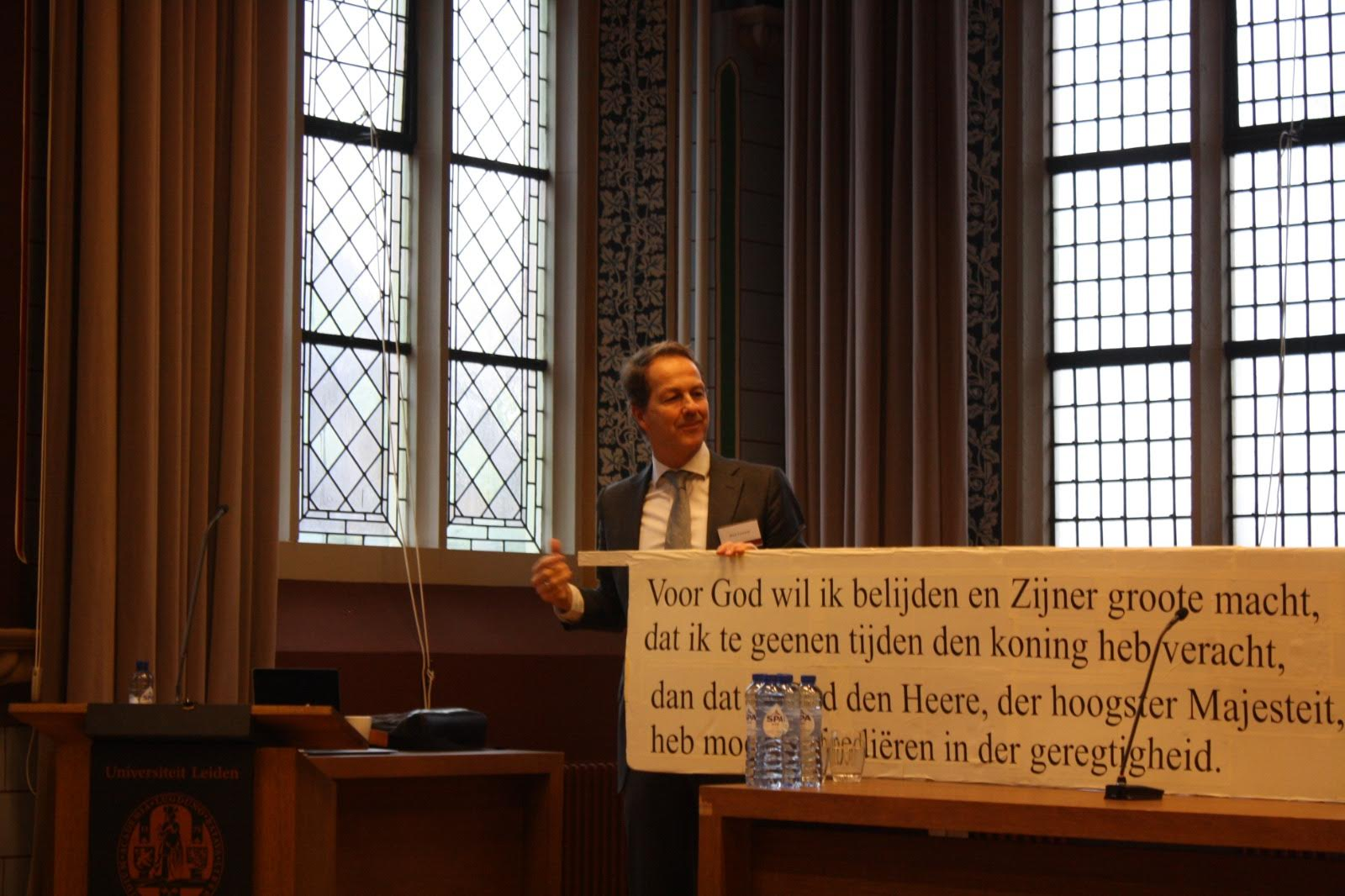
Het bord waarop Schermers bij zijn afscheidsrede in 2002 het laatste couplet van het Wilhelmus liet zien, hier vastgehouden door Rick Lawson.

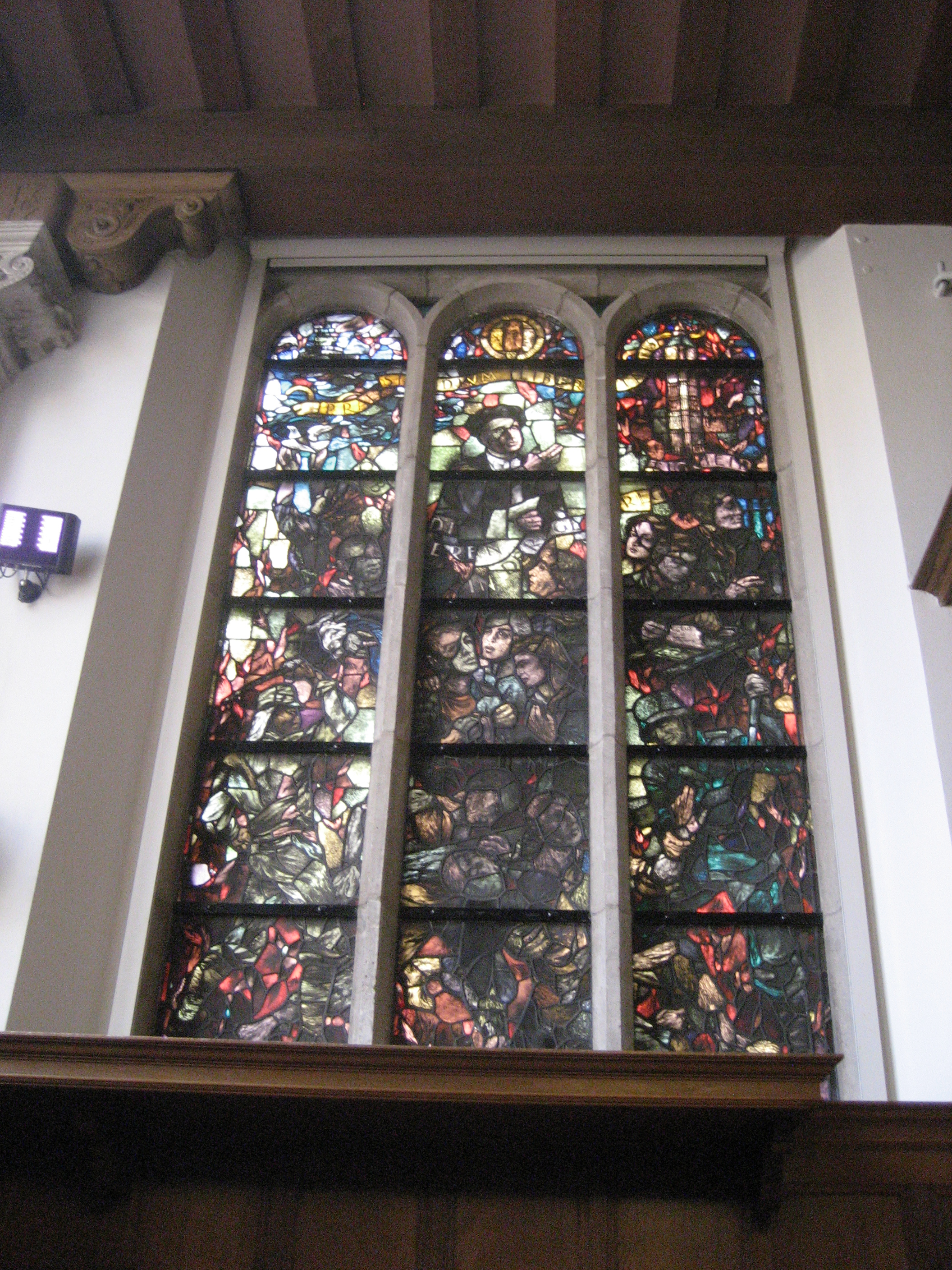
Het linkerraam in het Academiegebouw, waar Schermers naar verwees in zijn afscheidsrede. Onder de centrale figuur van de hoogleraar (een verwijzing naar B.M. Telders en R.P. Cleveringa) staat "Obediëren in der geregtigheid".

In de middag van 1 oktober 1993 — vrijwel direct na zijn afscheidsrede als hoogleraar internationaal recht — middag hield Schermers zijn oratie als hoogleraar op de Van Asbeck-leerstoel voor de Europese bescherming van de rechten van de mens, genoemd naar zijn promotor F.M. baron van Asbeck, die ook de eerste Nederlandse rechter bij het Europees Hof voor de Rechten van de Mens was. In zijn oratie, getiteld Een nieuw Europees Hof voor de Rechten van de Mens, besprak hij de geplande samenvoeging van het EHRM met de Europese Commissie voor de Rechten van de Mens.
In 1997 was Schermers samen met Enoch Dumbutshena, voormalig president van het hooggerechtshof van Zimbabwe, een van de twee experts die op verzoek van de secretaris-generaal van de Verenigde Naties een rapport uitbrachten over de mogelijkheid om de verdachten van de Lockerbie-aanslag in Schotland te vervolgen. Volgens de Libische regering – de verdachten hadden de Libische nationaliteit en bevonden zich in Libië – zouden de verdachten geen eerlijk proces kunnen krijgen in Schotland, omdat een Schotse jury mogelijk bevooroordeeld zou zijn tegen de verdachten. In hun rapport concludeerden Schermers en Dumbutshena dat dat wel degelijk het geval was en dat het recht op een eerlijk proces ook onder het Schotse jurysysteem voldoende beschermd zou zijn. Mocht een juryproces desondanks niet voldoende bescherming bieden, dan zou het volgens hen mogelijk moeten zijn om het proces te houden zonder een jury met in plaats daarvan een meervoudige kamer van drie rechters. Uiteindelijk werd het proces echter niet in Schotland gehouden maar in Kamp Zeist in Nederland, in een bijzondere zitting van het Schotse High Court of Justiciary als Scottish Court in the Netherlands; zoals voorgesteld door Schermers en Dumbutshena zat het hof met drie rechters in plaats van één rechter en een jury.
In 1994 trad Schermers op als promotor van Tom Zwart, die op 26 oktober van dat jaar promoveerde op The admissibility of human rights petitions. The case law of the European Commission of Human Rights and the Human Rights Committee. Zwart werd in 2007 benoemd tot hoogleraar Rechten van de mens aan de Universiteit Utrecht en is sinds 2017 hoogleraar crosscultureel recht. Een andere promovendus was Rick Lawson, die in 1999 bij hem cum laude promoveerde op Het EVRM en de Europese Gemeenschappen. In het proefschrift stelde Lawson, in navolging van Schermers, dat de Europese Gemeenschappen zouden moeten toetreden tot het Europees Verdrag voor de Rechten van de Mens om de bescherming van mensenrechten te verhogen. In 1997 redigeerden Schermers en Lawson het boek Leading Cases of the European Court of Human Rights, uitgegeven door Ars Aequi Libri, waarin ze 58 belangrijke arresten van het Europees Hof voor de Rechten van de Mens grotendeels integraal afdrukten voorzien van een rechtsgeleerd commentaar, vergelijkbaar met de annotaties uit bijvoorbeeld de Nederlandse Jurisprudentie. Lawson volgde in 2002 Schermers op als hoogleraar Europese mensenrechten aan de Universiteit Leiden; hij was van 2011 tot 2016 decaan van de Leidse rechtenfaculteit.
Schermers ging in 2002 definitief met emeritaat als hoogleraar, na negen jaar hoogleraar Europese mensenrechten te zijn geweest. Zijn afscheidsrede, gehouden op 7 juni 2002 in het Groot Auditorium van het Academiegebouw, was getiteld Obediëren in der geregtigheid, een verwijzing naar de slotregel van het Wilhelmus. Omdat hij er niet van uitging dat zijn publiek het laatste couplet van het Wilhelmus uit het hoofd kende, had Schermers de tekst uitgeschreven op een bord dat hij had vastgemaakt aan het spreekgestoelte van het Groot Auditorium; hij ontvouwde het bord tijdens de opening van zijn rede. In zijn afscheidsrede bespiegelde hij als "vermoedelijk de laatste Leidse hoogleraar die de Tweede Wereldoorlog bewust heeft meegemaakt" aan de hand van de twee monumentale ramen in het Groot Auditorium, die herinneren aan de universiteit in de Tweede Wereldoorlog, op de geschiedenis van de Universiteit Leiden en de verhouding tussen recht en geweten, aan de hand van voorbeelden als Willem van Oranje en R.P. Cleveringa. Als Van Asbeck-hoogleraar werd Schermers opgevolgd door Evert Alkema, die hem in 1996 reeds had vervangen als lid van de Europese Commissie voor de Rechten van de Mens en zelf sinds 1985 hoogleraar staats- en bestuursrecht te Leiden was; Alkema zou tot 2017 Van Asbeck-hoogleraar blijven.
Hoewel reeds met emeritaat trad Schermers in 2004 nog op als promotor van Martin Kuijer, die bij hem en Rick Lawson promoveerde op The blindfold of Lady Justice, een proefschrift over rechterlijke onafhankelijkheid in het licht van artikel 6 EVRM. Kuijer, die eerder reeds het afscheidssymposium voor Schermers in 1994 had georganiseerd, werd later hoogleraar aan de Vrije Universiteit Amsterdam en raadsadviseur bij het ministerie van Justitie en is sinds 2020 raadsheer in de Hoge Raad.

## Later leven (2002–2006)

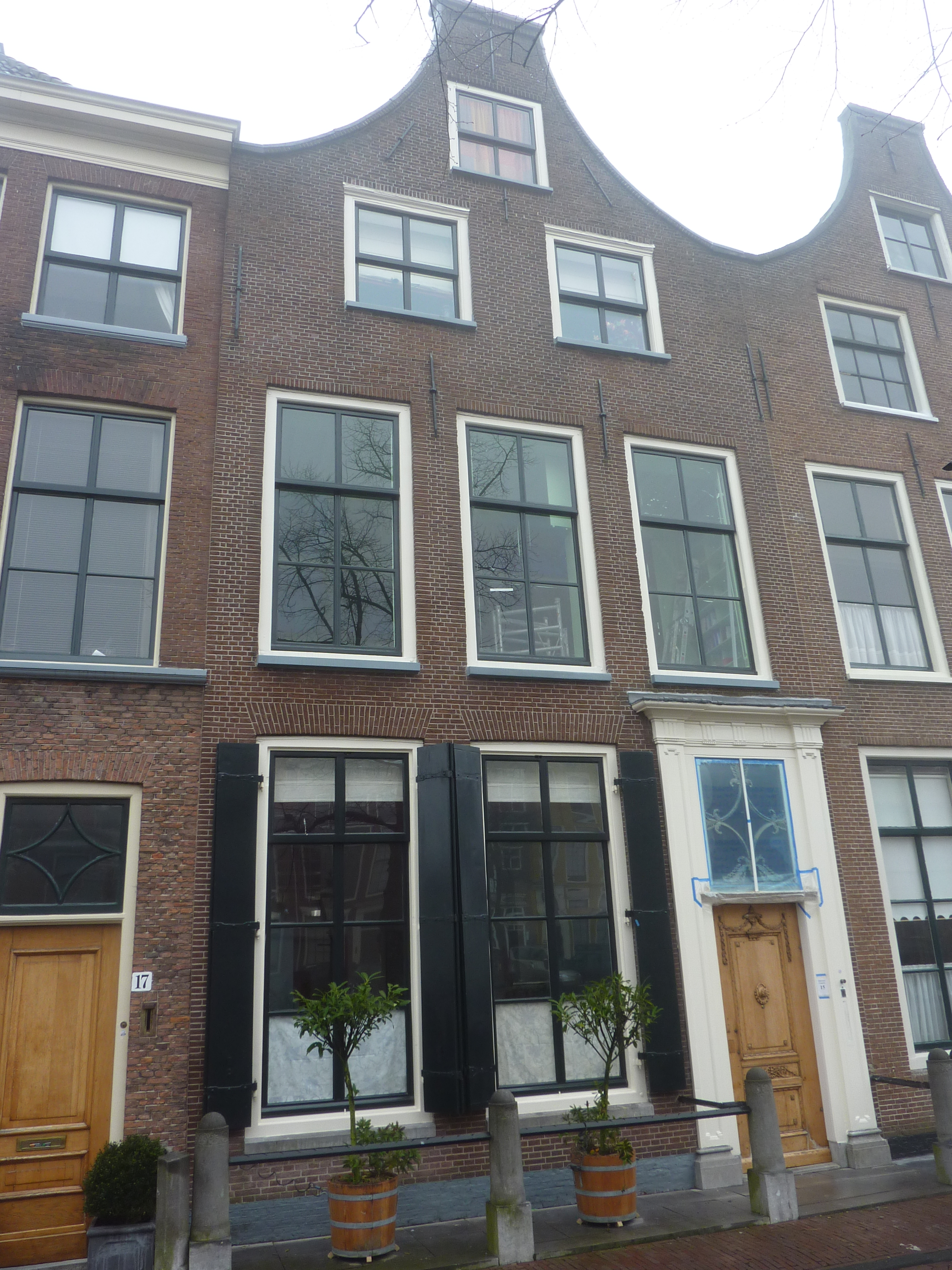
Schermers' huis aan de Herengracht 15, verkocht ten behoeve van de Schermers-leerstoel.

Bij zijn afscheid als hoogleraar in 2002 besloot Schermers om zijn huis aan de Herengracht 15, een rijksmonument, te schenken aan het Leids Universiteits Fonds met als doel het instellen van een bijzondere leerstoel in het internationaal institutioneel recht, het vak dat hijzelf jarenlang had gedoceerd en dat nu dreigde te verdwijnen vanwege bezuinigingen. Hij merkte op dat zijn voorgangers als hoogleraar volkenrecht te Leiden — Van Vollenhoven, Telders en Van Eysinga — dat ook hadden gedaan en daarmee grote delen van het Rapenburg aan de universiteit hadden geschonken; die traditie wilde hij voortzetten. De opbrengst van de verkoop — circa 500.000 euro — werd gebruikt voor de oprichting van het Prof.mr. H.G. Schermers Leerstoel Fonds, dat de Schermers-leerstoel internationaal institutioneel recht instelde. De inaugurele houder van de leerstoel was Niels Blokker, die in 1989 bij Schemers was gepromoveerd en sindsdien werkzaam was geweest als universitair hoofddocent internationaal recht te Leiden en vervolgens als jurist bij het Ministerie van Buitenlandse Zaken. Blokker bekleedde de leerstoel eerst in deeltijd (0,2 fte) en was van 2007 tot 2013 plaatsvervangend juridisch adviseur bij Buitenlandse Zaken; van 2013 tot zijn emeritaat in 2025 was Blokker voltijds hoogleraar internationaal institutioneel recht. Schermers stelde daarnaast ook een Prof.mr. H.G. Schermers Studiefonds in bij het LUF, dat voorziet in fondsen voor studenten die in het buitenland een studie willen volgen of een stage willen lopen op het gebied van de mensenrechten.
Hein Schermers overleed op 31 augustus 2006 in zijn woonplaats Leiden, nadat hij de laatste jaren van zijn leven aan kanker leed. Hij werd op 2 september in besloten kring gecremeerd. De Universiteit Leiden organiseerde enkele dagen later, op 5 september, een bijeenkomst in het Kamerlingh Onnes Gebouw waarop Schermers werd herdacht in aanwezigheid van vele oud-studenten en -collega's. Sprekers waren onder anderen decaan Carel Stolker, Schermers' opvolger Niels Blokker, zijn voormalige collega van het Europa Instituut Laurens Jan Brinkhorst en zijn oud-student prins Constantijn. Ook waren vele leden van het door Schermers opgerichte Mordenate College aanwezig. De jaarlijkse Leiden-London Meeting, georganiseerd door het British Institute of International and Comparative Law en het Leidse Europa Instituut waarvan Schermers bij leven directeur was geweest, stond in 2007 in het teken van Schermers' nagedachtenis, in het bijzonder de verhouding tussen Europees en internationaal recht; sprekers waren onder anderen Blokker en Sir Francis Jacobs.
Schermers' Amsterdamse toga, die hij voor het eerst had gedragen bij zijn oratie als hoogleraar aan de UvA in 1965 en tot aan zijn overlijden was blijven dragen wordt sinds 2007 gedragen door Göran Sluiter. Sluiter is hoogleraar internationaal strafrecht aan de UvA en droeg bij zijn oratie in 2007 op verzoek van Schermers' weduwe Hotsche de toga, die daarmee was "teruggekeerd" aan de UvA. Ter nagedachtenis aan Schermers werd van 2007 tot en met 2011 jaarlijks op 31 augustus de Schermerslezing georganiseerd, afwisselend door verschillende verenigingen waar Schermers nauw bij betrokken was geweest (Telders, ELSA, Mordenate, Leiden Model UN en SIB-Leiden). Bij de laatste van deze lezingen, gegeven door Blokker, werd ook een portret van Schermers in de Senaatskamer van het Academiegebouw onthuld door toenmalig rector Paul van der Heijden en overhandigde Blokker de nieuwe vijfde druk van International Institutional Law (de eerste waaraan Schermers niet zelf had geschreven) aan zijn weduwe Hotsche Tans.

## Privé
Schermers was in 1957 getrouwd met Hotsche Anna Catharina Tans (geb. 24 augustus 1930); uit dit huwelijk kwamen drie kinderen (geb. 1959, 1961 en 1963). Zijn dochter Gepke Dulek-Schermers is senior raadsheer bij het Gerechtshof Den Haag en was onder andere voorzitter in de zaak Mothers of Srebrenica/Staat, waarin het hof oordeelde dat de Staat der Nederlanden in beperkte mate aansprakelijk was voor de door het Servische leger gepleegde genocide bij de Val van Srebrenica in 1995. Schermers was remonstrants.

## Academische nalatenschap

### Onderscheidingen en prijzen
Schermers was Ridder in de Orde van de Nederlandse Leeuw (1984) en Commandeur in de Orde van Oranje-Nassau (1993), alsmede Officier in de Kroonorde van België (1962) en Officier in de Franse Orde van de Academische Palmen (1998). Hij had eredoctoraten van onder andere de Universiteit van Edinburgh (1993) en de Universiteit Osnabrück (1994). Hij was lid van het Institut de Droit International en corresponding Fellow van de British Academy. Voorts was hij erelid of erevoorzitter van verschillende disputen en (soms door hemzelf opgerichte) studieverenigingen en studentenverenigingen, waaronder Mordenate College, het volkenrechtelijk dispuut "prof. mr. B.M. Telders" en SIB-Leiden. Van de Faculteit der Rechtsgeleerdheid van de Universiteit Leiden ontving hij de Meijerspenning voor bijzondere diensten aan de faculteit.
In 2008 stelde het The Hague Institute for Innovation of Law (HiiL) het Henry G. Schermers Fellowship in, waarmee vooraanstaande rechtsgeleerden een jaar lang onderzoek konden doen aan het Netherlands Institute for Advanced Study van de KNAW. Het fellowship liep van 2008 tot 2016; houders ervan waren onder anderen Ronald Janse (UvA), Leonard Besselink (UvA) en Rianne Letschert (UM).

### Bij Schermers gepromoveerde juristen
De volgende personen zijn bij Schermers gepromoveerd aan de Universiteit van Amsterdam of de Universiteit Leiden:
- G. Herman, De adviesprocedure van artikel 96 van het Handvest van de Verenigde Naties in het bĳzonder bezien als geschillenprocedure (Amsterdam, 10 december 1965)
- E.S. Werners, Presiding Officers in the United Nations (Amsterdam, 4 november 1966)
- J.D.B. Mitchell, eredoctoraat (Amsterdam, 8 januari 1975)
- H.A.H. Gadel Hak, Mediterranean policy of the European Economic Community with special reference to Egypt (Amsterdam, 8 juli 1977)
- P.J. Kuijper, The implementation of international sanctions. The Netherlands and Rhodesia (Amsterdam, 29 september 1978)
- H.D.C. Roscam Abbing, International organizations in Europe and the right to health care (Amsterdam, 7 september 1979)
- Pierre Pescatore, eredoctoraat (Leiden, 8 februari 1985)
- N.M. Blokker, International Regulation of World Trade in Textiles. Lessons for practice, a contribution to theory (Leiden, 22 november 1989)
- T. Heukels, Intertemporales Gemeinschaftsrecht. Rückwirkung, Sofortwirkung und Rechtsschutz in der Rechtsprechung des Gerichtshofes der Europäischen Gemeinschaften (Leiden, 31 oktober 1990)[h]
- P.H.F. Bekker, The Legal Position of Intergovernmental Organizations. A Functional Necessity Analysis of Their Legal Status and Immunities (Leiden, 20 juni 1994)
- T. Zwart, The admissibility of human rights petitions. The case law of the European Commission of Human Rights and the Human Rights Committee (Leiden, 26 oktober 1994)
- M. Hirsch, The Responsibility of International Organizations toward Third Parties. Some Basic Principles (Jeruzalem, 1994)[i]
- A.S. Muller, International organizations and their host states. Aspects of their legal relationship (Leiden, 1995)
- T. Barkhuysen, Artikel 13 EVRM: effectieve nationale rechtsbescherming bij schending van mensenrechten (Leiden, 27 februari 1998)[j]
- R.A. Lawson, Het EVRM en de Europese Gemeenschappen. Bouwstenen voor een aansprakelijkheidsregime voor het optreden van internationale organisaties (Leiden, 28 april 1999)
- M. Kuijer, The blindfold of Lady Justice: Judicial Independence and Impartiality in Light of the Requirements of Article 6 ECHR (Leiden, 7 april 2004)
- S. Hillebrink, Political decolonization and self-determination. The case of the Netherlands Antilles and Aruba (Leiden, 28 februari 2007)[k]
- S. Blockmans, Tough love: The European Union's relations with the Western Balkans (Leiden, 25 oktober 2007)[l]

### Voornaamste werken

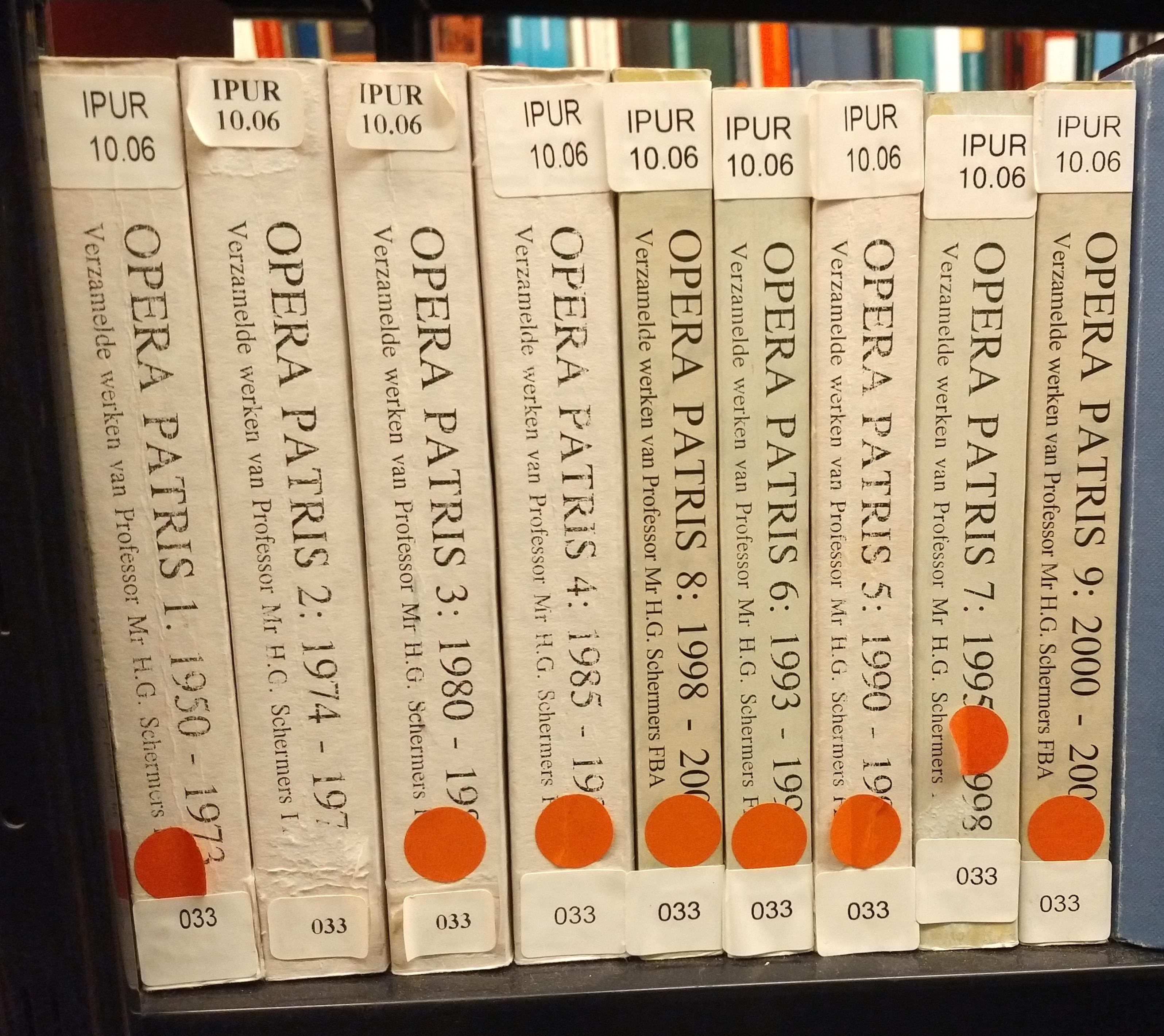
Het Opera Patris, Schermers' verspreide geschriften, in de bibliotheek van de Leidse rechtenfaculteit.

Schermers' bekendste en meest geciteerde werk is International Institutional Law: Unity within Diversity, dat geldt als het standaardwerk over het recht der internationale organisaties. Vanaf de derde druk schreef hij het samen met zijn promotus Niels Blokker, die het na Schermers' overlijden geheel overnam en sindsdien een vijfde (2011) en zesde (2018) druk heeft gepubliceerd. Het werk werd eerst uitgegeven door Martinus Nijhoff en sinds de vierde druk door Brill. Samen met Denis Waelbroeck schreef hij ook het handboek Judicial Protection in the European Communities (zesde en laatste druk 2001 als Judicial Protection in the European Union), uitgegeven door Kluwer Law International.
Schermers publiceerde de volgende boeken:
- De gespecialiseerde organisaties. Hun bouw en inrichting, Leiden: A.W. Sijthoff 1957 (proefschrift)
- De Benelux economische unie, Zwolle: W.E.J. Tjeenk Willink 1961 (reeks Schuurman & Jordens)
- Het Europese Verdrag tot bescherming van de rechten van de mens en de fundamentele vrijheden, Rome 4 november 1950, Zwolle: W.E.J. Tjeenk Willink 1964 (reeks Schuurman & Jordens)
- Individuele Rechtsbescherming in de Europese Gemeenschappen, Deventer: Kluwer 1964 (redactie, reeks Europese Monografieën)
- De rechtsorde der Europese Gemeenschappen tussen het nationale en het internationale recht, Deventer: Kluwer 1966 (met o.a. H.F. van Panhuys, P.J.G. Kapteyn, A.M. Donner, W. Riphagen, A.J.P. Tammes en I. Samkalden; reeks Europese Monografieën)
- Judicial Remedies in the European Communities. A Case Book, Deventer/Londen: Kluwer/Stevens & Sons 1969 (met Laurens Jan Brinkhorst)
- International Institutional Law: Unity within Diversity, Leiden/Boston: Brill Nijhoff 1972 (in twee delen; derde deel Teaching Materials in 1974 verschenen)
  - 2e druk 1980 (in één band), 3e druk 1995 (met Niels Blokker), 4e druk 2003, 5e druk (postuum) 2011, 6e druk 2018
- Rechtsbescherming in de Europese Gemeenschappen, Deventer: Kluwer 1975 (met o.a. Ad Geelhoed; reeks Europese Monografieën)
- Judicial Protection in the European Communities, Deventer: Kluwer 1976
  - 2e druk 1979, 3e druk 1983, 4e druk 1987 (met Denis F. Waelbroeck), 5e druk 1992, 6e druk 2001, 7e druk (postuum) 2014
- De binding van de Europese Gemeenschap aan mensenrechten, 1978 (afscheidsrede Universiteit van Amsterdam)
- Integratie van internationale organisaties, 1978 (oratie Universiteit Leiden)
- International Organization and Integration: Annotated Basic Documents and Descriptive Directory of International Organizations and Arrangements, vijf banden, Den Haag: Martinus Nijhoff 1981-1984 (redactie met P.J.G. Kapteyn, R.H. Lauwaars en P.H. Kooijmans)
- Essays in European Law and Integration to mark the silver jubilee of the Europa Institute, Leiden 1957—1982, Deventer: Kluwer 1982 (redactie met David O'Keeffe)
- Internationaal publiekrecht voor de rechtspraktijk, Deventer: Kluwer 1982
  - 2e druk 1984, 3e druk 1985
- Inleiding tot het internationale institutionele recht, Deventer: Kluwer 1983
  - 2e druk 1985
- Mixed Agreements, Deventer: Kluwer 1983 (redactie met David O'Keeffe)
- Article 177 EEC: Experiences and Problems, Amsterdam: Elsevier 1985 (redactie met C.W.A. Timmermans, A.E. Kellerman en J.S. Watson)
- Non-Contractual Liability of the European Communities, Dordrecht: Martinus Nijhoff 1988 (redactie met T. Heukels en P. Mead)
- Structure and Dimensions of European Community Policy, Baden-Baden: Nomos 1988 (redactie met J. Schwarze)
- Free Movement of Persons in Europe: Legal Problems and Experiences, Dordrecht: Martinus Nijhoff 1993 (redactie met C. Flinterman, A.E. Kellermann, J.J. van Haersolte en G. van de Meent)
- Een terugblik, 1993 (afscheidsrede Universiteit Leiden)
- Een nieuw Europees Hof voor de Rechten van de Mens, 1993 (oratie Universiteit Leiden)
- Leading Cases of the European Court of Human Rights, Nijmegen: Ars Aequi Libri 1997 (met Rick Lawson)
- Proliferation of International Organizations: Legal Issues, Den Haag / Londen / Boston: Kluwer Law International 2001 (redactie met Niels Blokker)
- Obediëren in der geregtigheid, 2002 (afscheidsrede Universiteit Leiden)

Een lijst van al Schermers' publicaties tot en met 1994 is opgenomen in het laatste deel van zijn liber amicorum.